# American Psycho (Film)
American Psycho ist die filmische Adaption des gleichnamigen Buches von Bret Easton Ellis. Premiere hatte der schwarzhumorige Film im Jahr 2000 auf dem Sundance Film Festival. In den Hauptrollen sind neben Christian Bale als Patrick Bateman auch Jared Leto, Justin Theroux, Josh Lucas, Bill Sage, Chloë Sevigny, Reese Witherspoon, Willem Dafoe und Samantha Mathis zu sehen.

## Handlung
Der Film schildert Episoden aus dem Leben des New Yorker Investmentbankers Patrick Bateman in den späten 1980er Jahren. Sein Leben ist bestimmt von Luxusgütern, Äußerlichkeiten und dem Wunsch nach Zugehörigkeit zur Elite. Zudem betreibt er einen hohen Aufwand, um dem Schönheitsideal zu entsprechen.
Seine Kollegen der Wall-Street-Investmentfirma „Pierce & Pierce“ scheinen ihn des Öfteren mit Kollegen zu verwechseln.
Bateman fühlt sich in seinem Selbstwertgefühl verletzt, als ihm seine eigene Visitenkarte weniger repräsentativ erscheint als die seines Kollegen Paul Allen, was er durch den Mord an ihm kompensiert. Anschließend begibt er sich in Pauls Wohnung und inszeniert dessen scheinbare Abreise nach London. Einige Zeit später wird Bateman von Detective Donald Kimball aufgesucht, der das Verschwinden von Paul Allen untersucht. In den Nächten wird Bateman von einer Gier nach Blut und Gewalt zu einem immer exzessiveren Lebenswandel getrieben. Er zieht mit Kollegen und Bekannten nachts durch die Clubs und konsumiert immer mehr Drogen. Seine Gier nach Blut beginne, in seine Tage überzugreifen, so Bateman im Film. Er tötet wahllos Obdachlose und mehrere Prostituierte, die er zu sich nach Hause bestellt. Einzig bei seiner Sekretärin Jean kann er sich dazu überwinden, sie nicht zu töten. Später hat Bateman Sex mit seiner Bekannten Elizabeth und der Prostituierten Christie in Pauls Wohnung. Dabei tötet er Elizabeth und später noch die flüchtende Christie im Treppenhaus mit einer Kettensäge.
Nachdem sich Bateman von Evelyn getrennt hat, sucht er einen Geldautomaten auf. Auf dem Display erscheint der Text „Feed me a stray cat“ („Füttere mich mit einer streunenden Katze“). Als er die Katze vor der „Verfütterung“ erschießen will, unterbricht ihn eine Frau und er erschießt sie. Bateman wird daraufhin von der Polizei verfolgt, wobei er vier Polizisten erschießt. Bateman will in sein Büro fliehen, verwechselt jedoch das Gebäude, wo er einen Wachmann sowie einen Hausmeister ermordet. In seinem Büro ruft er seinen Anwalt Harold an und hinterlässt auf dessen Anrufbeantworter ein ausführliches Geständnis, bei dem offenbar wird, dass die tatsächliche Anzahl von Batemans Opfern noch sehr viel höher gewesen sein muss als gezeigt.
Als Bateman an seinem Verstand zweifelt und noch einmal nach den Opfern sehen will, die er in Paul Allens Apartment zurückgelassen hat, findet er eine frisch renovierte Wohnung vor, die gerade Interessenten vorgeführt wird. Die Maklerin, der er unheimlich ist, fordert ihn auf zu gehen und nicht wiederzukommen.
Bateman trifft sich anschließend mit einigen Arbeitskollegen, die darüber diskutieren, wo sie für das Abendessen reservieren sollen. Dort trifft er auf Harold, seinen Anwalt, der ihn mit Davis anspricht, und spricht ihn auf die auf dem Anrufbeantworter hinterlassene Nachricht an. Bateman muss jedoch feststellen, dass Harold ihm keinen Glauben schenkt. Harold sieht das Ganze als Scherz und verweist darauf, dass Bateman Paul Allen gar nicht ermordet haben könne, weil er selbst diesen vor einigen Tagen in London zweimal zum Abendessen getroffen habe.
Bateman wird nun klar, dass seine Handlungen keinerlei Konsequenzen haben und es somit keine Katharsis geben kann. Das wirft für den Zuschauer die Frage auf, ob die Morde tatsächlich oder nur in Batemans Kopf stattfanden.

## American Psychoals Charakterstudie eines Serienmörders
Die US-amerikanische Fachzeitschrift Psychology Today erörterte 2012 den Zusammenhang zwischen Narzissmus und Kriminalität, wobei American Psycho gleich in der Überschrift als Prototyp eines Narzissten genannt wird. In dem Artikel wird außerdem auf eine Studie der University of Surrey verwiesen, die das psychologische Profil Strafgefangener mit dem von leitenden Führungskräften verglich. Bei den Führungskräften wurden noch häufiger als bei den Kriminellen Persönlichkeitsstörungen wie Narzissmus festgestellt, da diese oft mit einem sehr hohen Anspruch an sich selbst sowie der Fähigkeit, Menschen und Situationen zum eigenen Vorteil zu gestalten, einhergehen.
Der Psychologe Isaac Tylim bestätigt der Figur Patrick Bateman, ähnlich wie dessen Vorbild Norman Bates aus Psycho, massive psychische Störungen. Beide Figuren wiesen deutliche Merkmale der Misogynie sowie der Misanthropie auf und hätten ihre eigenen Moralvorstellungen entwickelt, nur dass Bateman schicker gekleidet und ein von Neid und Gier motivierter Karrierist sei. Beide weisen Merkmale des „malignen“ bzw. komplexen Narzissmus auf, der zusätzlich Elemente der antisozialen und der paranoiden Persönlichkeitsstörung sowie einen Hang zu Sadismus miteinander vereint.
Die Figur von Bateman bringt dies sehr deutlich zum Ausdruck, da er offensichtlich Freude daran hat, Frauen (wie die Prostituierten, die bei ihm zu Gast sind) zu quälen. Die Referenz zum Kannibalismus wird durch Szenen wie das Beißen bis aufs Blut beim Sex hergestellt. Es wurde bereits nachgewiesen, dass Serienmörder im Vergleich zu Einzeltätern öfter sadistische Neigungen haben und ihre Opfer oft nach gewissen Vorstellungen auswählen. Bereits das reale Vorbild für Patrick Bateman, Ed Gein, verband all diese Elemente.
Weitere Gemeinsamkeiten zwischen realen Serienmördern und der Figur des Patrick Bateman sind eine gute Planung (z. B. Präparation des designierten Tatortes, an dem er Paul Allen ermordet) sowie eine erhöhte Wahrscheinlichkeit, psychopathisch veranlagt zu sein und zu Gewaltexzessen zu neigen.
Bret Easton Ellis, Autor der Romanvorlage American Psycho, ist es somit gelungen, ein schlüssiges Porträt eines psychopathischen Serienmörders zu entwerfen, das mit großem Erfolg umgesetzt wurde, obwohl das Buch lange als „nicht verfilmbar“ galt.

## Synchronisation
Die deutsche Vertonung fand in der Synchronabteilung des Studios Babelsberg statt. Sven Hasper, der die Rolle des Paul Allen sprach, schrieb auch das Dialogbuch und führte die Dialogregie.
| Rolle               | Schauspieler      | Synchronsprecher     |
| ------------------- | ----------------- | -------------------- |
| Patrick Bateman     | Christian Bale    | David Nathan         |
| Timothy Bryce       | Justin Theroux    | Charles Rettinghaus  |
| Paul Allen          | Jared Leto        | Sven Hasper          |
| Det. Donald Kimball | Willem Dafoe      | Wolfgang Condrus     |
| Jean                | Chloë Sevigny     | Maud Ackermann       |
| Evelyn Williams     | Reese Witherspoon | Dascha Lehmann       |
| Luis Carruthers     | Matt Ross         | Marius Clarén        |
| David Van Patten    | Bill Sage         | Dennis Schmidt-Foß   |
| Courtney Rawlinson  | Samantha Mathis   | Bianca Krahl         |
| Craig McDermott     | Josh Lucas        | Oliver Rohrbeck      |
| Christie            | Cara Seymour      | Heidrun Bartholomäus |
| Elizabeth           | Guinevere Turner  | Gundi Eberhard       |
| Harold Carnes       | Stephen Bogaert   | Till Hagen           |

## Kritiken
- Das Lexikon des internationalen Films beschrieb den Film als „formal bestechende Adaption eines Bestsellers, deren schwarzer Humor ebenso wie die ironischen Anklänge der Inszenierung von der Ausstattung erschlagen werden. Übrig bleiben mehr Klischees als psychologische Motive oder soziale Kritik.“[6]

- Das Dirk Jasper FilmLexikon bezeichnete den Thriller als „schockierend“ und „emotional“.[7]

- JoBlo’s Movie Reviews wertete den Film mit 10 von 10 möglichen Punkten.[8] Damit zählt er zu einer Gruppe von bis dato 39 Filmen – aus insgesamt 2307 Rezensionen – die diese Wertung erhielten (Stand 6. Dezember 2012).

- Basierend auf der Auswertung von 246 Rezensionen weist Rotten Tomatoes für den Film eine Positivquote von 68 % aus. (Stand 29. Juli 2025).[9]

- Eine Rezension der Süddeutsche Zeitung kam zu dem Ergebnis, die Regisseurin Mary Harron habe die satirischen Elemente der Buchvorlage von Bret Easton Ellis gekonnt umgesetzt. Man glaubt einer schwarzen Komödie über die amerikanischen Werte jener Tage beizuwohnen, wobei das Grauen der blutrünstigen Momente gekonnt mit der eiskalten Ausstrahlung kombiniert wurde.[10]

- Der Spiegel schrieb in einer Rezension, die Verfilmung nehme den „Tötungsorgien der literarischen Skandalvorlage nichts an Härte“, suche jedoch nach Erklärungen und mache den Amokläufer dadurch zu einer „comicartigen Witzfigur“. Die Stärke der Regisseurin bestehe vor allem darin, viele kleine Fährten zu legen, die suggerierten, dass es eben doch einen tieferen Grund geben müsse, warum Bateman tötet. Allerdings werde in diesen Erklärungen nicht sehr tief vorgedrungen; American Psycho bilde letztlich nur eine „gefühlskalte Welt des Waren- und Markenfetischismus“ ab. Lobend erwähnt wird jedoch die Kameraführung, die mit ihren zahlreichen langen Schwenks eine Filmästhetik schaffe, die den Zuschauer unmittelbar in die 1980er Jahre zurückversetze.[11]

- Andreas Borcholte bemängelte in einer weiteren Rezension im Spiegel, dass Harron mit der Verfilmung des kontroversen Romanstoffs zwar die „Bebilderung eines Alptraums […] entfalten“ habe können, aber auch das Mahnmal American Psycho auf Kinoleinwandgröße geschrumpft habe. Die Regisseurin gebe sich bei eigentlicher Unverfilmbarkeit des Stoffes „alle Mühe, insbesondere die von Ellis akribisch beschriebene Ästhetik der vorvergangenen Dekade kaltglänzend aufleben zu lassen, und auch Hauptdarsteller Christian Bale liefert mit ausdrucksloser Miene und aalglatter Performance seine bisher beste Arbeit ab. Und doch ist die Bestie eindeutig gezähmt.“ Der Thrill des Buches sei ein ganz anderer gewesen, „viel tiefer gehendes Nervenkitzeln als jene Kino-Effekte, die zum hinlänglich bekannten Grusel- und Schock-Repertoire besserer Horrorstreifen gehören.“[12]

## Hintergründe
Die Regisseurin Mary Harron, die zuvor bei I Shot Andy Warhol Regie geführt hatte, schrieb das Drehbuch zusammen mit Guinevere Turner. Für das Drehbuch gab es drei Alternativen, wovon eine von Bret Easton Ellis selbst stammte. Laut Turner endete Ellis’ Drehbuchversion mit einer aufwändigen Musikeinlage. Als sie Ellis danach fragte, gestand er, dass er sich kein anständiges Ende für das Skript habe vorstellen können. 
Während der frühen Phase der Filmproduktion wurden viele Namen mit dem Film in Verbindung gebracht. Ursprünglich waren Mary Harron für die Regie und Christian Bale als Hauptdarsteller vorgesehen, aber auch Leonardo DiCaprio bekundete Interesse an der Hauptrolle. Die Produktionsfirma Lions Gate gab eine Pressemitteilung heraus, wonach DiCaprio die Hauptrolle in dem Film spielen werde. Mary Harron verließ daraufhin die Produktion, da sie an dieser Entscheidung nicht beteiligt gewesen war und die Hauptrolle mit Christian Bale besetzen wollte. Daraufhin wurde Oliver Stone mit der Regie in Verbindung gebracht. Als jedoch DiCaprio, dessen Interesse an dem Film überbewertet worden war, und Oliver Stone das Projekt verlassen hatten, kamen Harron und Bale zurück.

### Mögliche andere Konstellationen
- Edward Norton wurde die Rolle des Patrick Bateman angeboten. Er lehnte sie jedoch ab.
- Brad Pitt wurde mit der Rolle des Patrick Bateman unter der Regie von David Cronenberg in Verbindung gebracht. Bret Easton Ellis selbst sollte dazu das Drehbuch schreiben.
- Eine weitere Konstellation war: Leonardo DiCaprio als Patrick Bateman, James Woods als Donald Kimball und Cameron Diaz als Evelyn Williams, Regie Oliver Stone. DiCaprio entschied sich jedoch für die Hauptrolle in The Beach.

### Marketing
Während der Promotion für den Film konnte man sich in eine Mailingliste eintragen, um E-Mails von Patrick Bateman zu erhalten, die angeblich an seinen Therapeuten gerichtet waren. Die E-Mails schildern Batemans Leben nach den Ereignissen im Film. In den E-Mails diskutiert er Themen wie die Heirat mit seiner früheren Sekretärin Jean, seine Verehrung für seinen Sohn Patrick Bateman Jr. und seine Bemühungen, über seine geschäftlichen Konkurrenten zu triumphieren. Diese E-Mails erwähnten auch Interaktionen mit anderen Personen aus dem Roman, unter anderem Timothy Price (im Film Bryce), Evelyn Williams, Luis Carruthers und Marcus Halberstram.

## Trivia
- Im Film sagt Patrick Bateman, er wohne im American Gardens Building, 81. Straße West. Dort lebte Tom Cruise einmal. Die Produzenten hatten Cruise ursprünglich für die Rolle des Patrick Bateman eingeplant. Im Buch hat Bateman eine kurze Begegnung mit Cruise, die darauf schließen lässt, dass dieser im Penthouse dieses Gebäudes lebt.
- Während Bateman Fitnessübungen macht, läuft in seinem Fernseher Blutgericht in Texas.
- Einige Details, die Bateman seinem Rechtsanwalt auf den Anrufbeantworter spricht, kommen nur in der Romanvorlage vor, nicht jedoch im Film.
- In der letzten Einstellung sieht man im Hintergrund eine hölzerne Tür, die ein Schild trägt, auf dem zu lesen ist: „This Is Not An Exit“. Dies sind die letzten Worte der Romanvorlage, die den endlosen Kreislauf repräsentieren, in dem sich Patrick Bateman befindet.
- Einige Gemälde in Batemans Apartment stammen von Robert Longo.
- In einer Szene, in der sich Geschäftsmann Patrick Bateman mit zwei Kollegen über Frauen mit gutem Charakter unterhält, sagt er den Satz auf: „Wenn ich ein hübsches Mädchen auf der Straße sehe, denke ich an zwei Dinge: Der eine Teil von mir möchte sie gerne fein ausführen.“ Der andere Teil stelle sich vor, „wie ihr Kopf auf einem Stock aussehen würde“. Dabei schreibt Bateman dieses Zitat fälschlich dem Serienkiller Ed Gein und dessen Verhältnis zu Frauen zu. In Wirklichkeit stammt dieses Zitat von Edmund Kemper. Außerdem erwähnt Bateman, als er sich mit seiner Sekretärin Jean in seiner Wohnung befindet, den Serienmörder Ted Bundy.
- Die Dreharbeiten begannen am 28. Februar 1999 und erfolgten in New York und Toronto.[13]
- 2002 erschien die Fortsetzung American Psycho II: Der Horror geht weiter, u. a. mit William Shatner; Patrick Bateman kam jedoch in diesem Direct-to-Video-Werk nur tot und maskiert in einer Rückblende vor.
- In der 1. Staffel von Dexter benutzte Dexter das Pseudonym „Dr. Patrick Bateman“, um sich M99 (ein sehr starkes Narkotikum) zu besorgen.
- Der Schauspieler und Musiker Miles Fisher sorgte 2009 mit einer Adaption für Aufsehen, die als Musikvideo für seine Coverversion des Talking-Heads-Titels „This Must Be the Place (Naive Melody)“ dient.
- Mehrfach werden vom Protagonisten Mitglieder der Familie Trump erwähnt, so der spätere US-Präsident Donald Trump oder Ivana Trump, denen er offenbar ihre Reichtümer (Auto) oder Stellung (reservierter Restauranttisch) neidet.
- Als Patrick Bateman nach dem Mord an seinem Kollegen Paul Allen nachts in dessen Wohnung eindringt und dort auf Pauls Anrufbeantworter eine fingierte Nachricht spricht, beendet Bateman die Botschaft mit dem Satz „Hasta la vista, Baby!“. Dabei handelt es sich um ein Zitat der Roboter-Figur T-800 aus dem Actionfilm Terminator 2 – Tag der Abrechnung. Auf welche Weise Patrick Bateman diese Redewendung in den Sinn kommt, bleibt jedoch unklar: Immerhin spielt die Handlung von American Psycho in den 1980er Jahren, der Actionfilm Terminator 2 mit dem in die Filmgeschichte eingegangenen Spruch Hasta la vista, baby! von Schauspieler Arnold Schwarzenegger dagegen erschien erst 1991.
- Im Juli 2021 veröffentlichte die US-amerikanische Metalcore-Band Ice Nine Kills das Musikvideo „Hip To Be Scared“, in welchem Szenen aus American Psycho nachgestellt werden.

## Soundtrack
1. Monologue 1 – John Cale
2. Something in the Air (American Psycho Remix) – David Bowie
3. Watching Me Fall (Underdog Remix) – The Cure
4. True Faith – New Order
5. Monologue 2 – John Cale
6. Trouble – Daniel Ash
7. Paid In Full (Coldcut Remix) – Eric B. & Rakim
8. Who Feelin’ It (Philip's Psycho Remix) – Tom Tom Club
9. Monologue 3 – John Cale
10. What’s On Your Mind (Pure Energy Mix) – Information Society
11. Pump Up The Volume – M|A|R|R|S
12. Paid In Full (Remix) – The Racket
13. Monologue 4 – John Cale

Der Song Hip to Be Square von Huey Lewis and the News sollte ursprünglich auf dem Soundtrack-Album erscheinen, musste jedoch aufgrund fehlender Veröffentlichungsrechte aus dem Album entfernt werden. Auch Whitney Houston war mit der Verwendung des Songs „The Greatest Love of All“ nicht einverstanden, weswegen eine instrumentale Version verwendet wurde. 100.000 Kopien des Soundtracks mussten vernichtet und neu produziert werden.
Stücke aus dem Film, die nicht im Soundtrack vorkommen
1. Walking on Sunshine – Katrina and the Waves
2. I Touch Roses – Book of Love
3. Hip to Be Square – Huey Lewis and the News
4. The Lady in Red – Chris de Burgh
5. If You Don't Know Me by Now – Simply Red
6. In Too Deep – Genesis
7. Sussudio – Phil Collins
8. Secreit Nicht – Mediæval Bæbes
9. Red Lights – Curiosity Killed the Cat
10. Simply Irresistible – Robert Palmer
11. The Greatest Love of All (Instrumental-Version) – Whitney Houston
12. Al Mirar Tu Cara – Santiago Jimenez Jr.

## Auszeichnungen
- Chlotrudis Award (2001): Bester Schauspieler (Christian Bale)[15]
- IHG Award (2001): Bester Film
- National Board of Review (2000): Special Recognition